# 짐 메스키멘

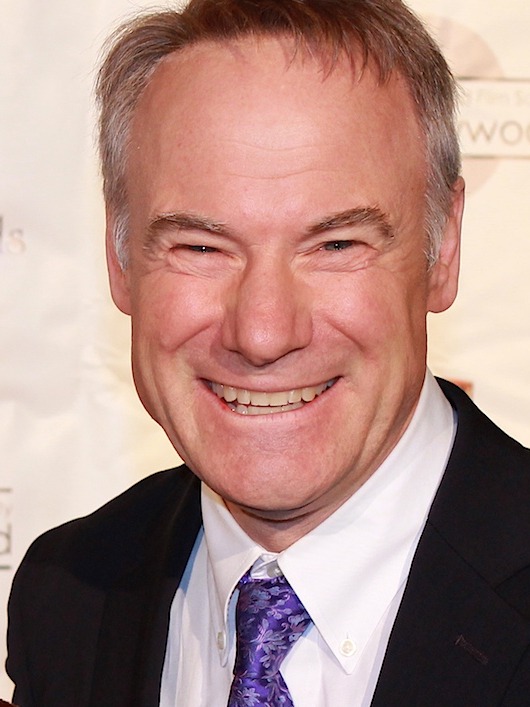

짐 메스키멘(James Ross Meskimen, 1959년 9월 10일 ~ )는 미국의 영화 감독, 영화 프로듀서, 각본가, 가수, 성우, 희극 배우, 텔레비전 배우이다.
로스앤젤레스에서 태어났다.

## 방송
- 돌연변이특공대 닌자거북이 2
- 코라의 전설 시즌2
- 돌연변이특공대 닌자거북이 1

## 영화
- 고어 (2018년)
- 사이버 바이스 (2014년) - 마틴 역
- 난 당신의 돈을 원해 (2010년)
- 저스티스 리그: 크리시스 온 투 어스 (2010년)
- 팍스 앤 레크리에이션 시즌1 (2009년)
- 실종자 (2009년)
- 저스티스 리그: 더 뉴 프론티어 (2008년)
- 워너 브라더스 (2008년)
- 배트맨 - 고담 나이트 (2008년)
- 프로스트 VS 닉슨 (2008년) - 레이 프라이스 역
- 데어 윌 비 블러드 (2007년)
- 로봇 치킨 - 시리즈 (2005년)
- 퍼니셔 (2004년)
- 디스터번스 (2001년)
- 아워 립스 아 실드 (2000년)
- 그린치 (2000년)
- 배틀필드 (2000년)
- 앨빈과 프랑켄슈타인 (1999년)
- 이웃집 야마다군 (1999년)
- 머더 오브 크로우 (1999년)
- 사랑하고 싶은 그녀 (1999년)
- 낫씽 투 루즈 (1997년)
- 솔드 아웃 (1996년)
- 리틀 고르디 (1995년)